# Brachyuromys
A Brachyuromys az emlősök (Mammalia) osztályának a rágcsálók (Rodentia) rendjébe, ezen belül a madagaszkáriegér-félék (Nesomyidae) családjába tartozó nem.

## Rendszerezés
A nembe az alábbi 2 faj tartozik:
- Brachyuromys betsileoensis Bartlett, 1880
- Brachyuromys ramirohitra Major, 1896 - típusfaj